# Indohya
Indohya es un género de pseudoscorpiones de la familia Hyidae.  Se distribuye por Asia, Australia y Madagascar.

## Especies
Según Pseudoscorpions of the World 1.2::
- Indohya beieri Harvey, 1993
- Indohya besucheti Beier, 1974
- Indohya caecata Beier, 1974
- Indohya damocles Harvey & Volschenk, 2007
- Indohya gollum Harvey & Volschenk, 2007
- Indohya haroldi Harvey & Volschenk, 2007
- Indohya humphreysi (Harvey, 1993)
- Indohya jacquelinae Harvey & Volschenk, 2007
- Indohya napierensis Harvey & Volschenk, 2007
- Indohya panops Harvey, 1993
- Indohya pusilla Harvey, 1993
- Indohya typhlops Harvey, 1993

## Publicación original
- Beier, 1974: Pseudoscorpione aus Südindien des Naturhistorischen Museums in Genf. Revue Suisse de Zoologie, vol. 81, p.999-1017.